# Сиццано
Сиццано (итал. Sizzano) — коммуна в Италии, располагается в регионе Пьемонт, в провинции Новара.
Население составляет 1458 человек (2008 г.), плотность населения составляет 146 чел./км². Занимает площадь 10 км². Почтовый индекс — 28070. Телефонный код — 0321.
Покровителем коммуны почитается святой Виктор Мавр, празднование 8 мая.

## Демография
Динамика населения:

## Администрация коммуны
- Официальный сайт: http://www.comune.sizzano.no.it/